# Copa Julio Roca 1914
Copa Julio Roca 1914 - mecz towarzyski o puchar Julio Roca po raz pierwszy odbył się w 1914 roku. W spotkaniu uczestniczyły zespoły Argentyny i Brazylii. Reprezentację Argentyny tworzyli zawodnicy, którzy odmówili gry w pierwszej reprezentacji, z tego powodu spotkanie to nie jest uważane za oficjalne.

## Mecze
| 27 września Buenos Aires |  | Argentyna | 0 | - | 1 | Brazylia |

Triumfatorem turnieju Copa Julio Roca 1914 został zespół Brazylii.